# ژزف کووالوسکی
ژزف کووالوسکی (روسی: Иосиф Михайлович Ковалевский؛ ۹ ژانویهٔ ۱۸۰۰ – ۲۰ اکتبر ۱۸۷۸) زبان‌شناس اهل امپراتوری روسیه بود. او بنیانگذار انجمن فیلوماتیک در سال ۱۸۲۴ توسط مقامات روسیه به دلیل فعالیت طرفدار استقلال لهستان و به روسیه تبعید شد.

## فعالیت
در سال ۱۸۳۳ دپارتمان مطالعات مغولستان را در دانشگاه کازان تأسیس کرد. در سالهای ۱۸۴۴–۱۸۴۹ او عمده کار خود - فرهنگ لغت مغولی - روسی - فرانسه را منتشر کرد. در سال ۱۸۶۲ به او اجازه بازگشت به لهستان (سپس بخشی از امپراتوری روسیه) داده شد.